# Langues malayo-polynésiennes
 (septembre 2022).

Carte des langues malayo-polynésiennes à Madagascar et en Asie du Sud-Est, avec une possible classification :
Bornéo-philippines
Sunda-Sulawesi (dont malayo-sumbawiennes) et paluan
malayo-polynésiennes centrales
Halmahera du Sud-Nouvelle Guinée occidentale (Halmahera du Sud et Baie de Geelvink)
Océaniennes

Les langues malayo-polynésiennes forment la plus grande des branches de la famille des langues austronésiennes, langues parlées de l'ouest de l'océan Indien à l'est de l'océan Pacifique, en passant par l'Asie du Sud-Est.
Les autres langues de la famille forment un ensemble, les langues formosanes, dans lesquels les linguistes distinguent plusieurs autres branches.

## Présentation
Au départ, ce terme, apparu dans la première moitié du XIXe siècle, servait à désigner l'ensemble des langues de cette famille, en en excluant les langues des peuples dits mélanésiens. Mais depuis les années 1960, en soulignant les étroites affinités internes entre les langues du monde indonésien d'Asie du Sud-Est et celles gravitant autour du noyau polynésien d'Océanie, certains auteurs ont isolé, à tort, celui-ci à l'intérieur d'un vaste sous-ensemble, faisant lui-même partie de la supra-famille qualifiée d'austronésien. Par la suite, avec le développement de la recherche linguistique, l'habitude de qualifier de malayo-polynésien (MP) toutes les langues de cette famille est revenue, à la seule exception de celles plus archaïques de l'île de Formose ou Taïwan, appelées formosanes.
Sur l'origine des langues formosanes, l'autre groupe des langues austronésiennes, cf. cet article.
On doit sans doute au voyageur italien Antonio Pigafetta, qui accompagnait Magellan dans sa circumnavigation de 1519–22, les plus anciens lexiques de deux langues malayo-polynésiennes : le malais et le malgache. Pigafetta remarqua immédiatement la parenté entre les deux langues.
Dès 1706, le philologue hollandais Hadrian Reland relève des ressemblances entre des langues aussi éloignées que le malgache, le malais et le futunien, à partir des listes de mots recueillies à Futuna par le Hollandais Jacob Le Maire. L'existence d'une famille qui sera plus tard nommée malayo-polynésienne est établie par Lorenzo Hervas y Panduro dans son Catalogo delle lingue. En 1834, c'est Wilhelm von Humboldt qui baptise la future famille des langues austronésiennes, étendue à l'île de Pâques, malayo-polynésienne dans Über die Kawi-Sprache auf der Insel Java (1836-39, publication posthume). Le kawi était la langue littéraire ancienne de Java. Cette œuvre est désormais considérée comme novatrice en matière linguistique.

## Tableau comparatif de différentes langues malayo-polynésiennes
| Français      | Malgache (Madagascar)   | Ma'anyan (Indonésie) | Malais (Indonésie, Malaisie) | Vieux-javanais (Indonésie) | Cebuano ou visayan (Philippines) | Tagalog (Philippines) | Futunien (Wallis-et-Futuna) | Tahitien (Polynésie française) | Proto-langue commune |
| ------------- | ----------------------- | -------------------- | ---------------------------- | -------------------------- | -------------------------------- | --------------------- | --------------------------- | ------------------------------ | -------------------- |
| Un            | isa, iray               | isa, erai            | satu                         | -sa, tunggal               | usa                              | isa                   | tasi                        | tahi                           | *esa, *isa           |
| Deux          | roa                     | rueh                 | dua                          | rwa, ro                    | duha                             | dalawa                | lua                         | rua                            | *duha                |
| Trois         | telo                    | telu                 | tiga                         | telu                       | tulo                             | tatlo                 | tolu                        | toru                           | *telu                |
| Je, ma        | (iz)aho, -ko            | aku, -ku             | aku, -ku                     | ako, -ko                   | ako, -ko-                        | akô, akin             | au, avau, -ku               | au, vau                        | *i-aku               |
| Tu, toi, ta   | ianao, -nao             | hanyu, -nyu          | engkau, -kau                 | ko, ngko, kowe             | ikaw, -kaw                       | ikaw, iyo             | akoe, kee                   | oe                             | *i-kahu              |
| Il, lui       | izy, -ny                | hanye, -nye          | ia, dia, -nya                | sira                       | siya                             | siya, niya            | o-ia, ia                    | ona                            | *si-ia               |
| Ciel          | lanitra                 | langit               | langit                       | langit                     | langit                           | langit                | langi                       | ra'i                           | *langit              |
| Lune, mois    | volana                  | wulan                | bulan                        | wulan                      | bulan                            | buwan                 | mahina, masina              | 'āva'e                         | *bulan               |
| Soleil        | masoandro               | mateandrau           | matahari                     | ari                        | adlaw                            | arâw                  | la'a                        | mahana                         | *ha(n)daw            |
| Jour          | andro                   | andrau               | hari                         | dina                       | adlaw                            | araw                  | aho, aso                    | ao, mahana                     | *qalejaw             |
| Nuit          | alina                   | (ka)malem            | malam                        | wengi                      | gab’i                            | gabi                  | apo, po’uli                 | pō                             | *bengi               |
| Année         | taona                   | taun                 | tahun                        | tahun                      | tu'ig                            | taôn                  | fetu'u, ta'u                | matahiti                       | *taqun               |
| Terre         | tany                    | tane                 | tanah                        | tanah                      | yuta                             | lupa                  | kele                        | fenua                          | *tanaq, *taneq       |
| Eau, (lac)    | rano, (farihy)          | ranu, (danaw)        | air, (danau)                 | wway, (ranu)               | tubig, (lanaw)                   | tubig, (ilog)         | vai                         | vai, pape                      | *danum, (*wai)       |
| Pluie         | orana                   | uran                 | hujan                        | udan                       | ulan                             | ùlan                  | 'ua                         | ua                             | *quzan               |
| Pierre        | vato                    | watu                 | batu                         | watu                       | bato                             | batô                  | maka, fatu                  | 'ōfa'i                         | *batu                |
| Feu           | afo                     | apuy                 | api                          | apuy                       | kalayo                           | apôy                  | afi                         | ahi, auahi                     | *hapuy               |
| Bois, forêt   | hazo,kakazo, -kazo, ala | kakaw, jumpun        | kayu, hutan                  | alas                       | lasang                           | kahôy, gubat          | la’akau, matu'a,'akau       | uru ra'au                      | *kayuh, *alas        |
| Feuille       | ravina                  | rawen                | daun                         | ron                        | dahon                            | dahon                 | lau                         | rau'ere, rao'ere               | *dahun               |
| Fruit         | voa                     | wua                  | buah                         | wwah                       | bunga                            | bûnga                 | fua'i la'akau, fua          | mā'a hotu                      | *buaq                |
| Corde         | tady                    | tadi                 | tali                         | tali                       | pisi                             | lubid                 | maea, ma'ea                 | taura                          | *talih               |
| Oiseau        | vorona                  | wurung               | burung                       | manuk                      | langgam                          | ibon                  | manu, manulele, akapeau     | manu                           | *manuk               |
| Nom           | anarana                 | ngaran               | (nama) ngaran                | jeneng                     | ngalan                           | pangalan              | hingoa, ingoa               | i'oa                           | *ngayan              |
| Humain        | olona                   | ulun                 | orang, (ulun)                | uwong                      | tawo                             | taò                   | tagata                      | ta'ata                         | *tau                 |
| Homme         | (lehi)lahy              | upu                  | laki-laki                    | lanang                     | lalaki                           | lalake                | tagata                      | tane                           | *laki                |
| Femme         | (vehi)vavy,viavy        | wawey                | bini (épouse)                | wadon, wedok               | babaye                           | babae                 | fafine, fefine              | vahine                         | *bahi                |
| Enfant        | (z)anaka, zaza          | ia                   | anak                         | anak                       | bata                             | batà                  | tamasi'i                    | tama, tamari'i                 | *anak                |
| Tête          | loha                    | ulu'                 | hulu                         | hulu                       | ulo                              | ulô                   | 'ulu                        | upo'o                          | *qulu                |
| Poil, cheveux | volo                    | wulu                 | bulu                         | bulu                       | buhôk                            | balahibo, buhok       | fulu, fulu'i ulu            | huruhuru, rouru                | *buhek               |
| Peau          | hoditra                 | kudit                | kulit                        | kulit                      | panit                            | balât                 | kili                        | 'iri                           | *kulit               |
| Maison        | trano, (levo), vala     | lewu                 | balai (pavillon)             | bale                       | balay                            | bahay                 | fale, api                   | fare                           | *humaq,*balay        |
| Toiture       | tafo                    | hapau                | atap                         | atep                       | atup                             | bùbông                | ato, inaki                  | tapo'i fare                    | *qatep               |
| Chemin        | lalana                  | lalan                | jalan                        | dalan                      | dalan                            | daân                  | ala, retu                   | ara, 'ē'a                      | *zalan               |
| Manger        | (mi)hinana, homana      | kuman                | makan                        | mangan                     | mokaon                           | kàin                  | kai, omaki                  | 'amu, tāmā'a                   | *kaen                |
| Boire         | misotro, (minona)       | ngo’ot               | minum                        | ngombe                     | moinum                           | inòm                  | inu                         | inu                            | *inum                |
| Cuire / Cuit  | (ma)handro / masaka     | nandruk              | (me)masak                    | masak                      | (mag)luto                        | lutò                  | hkavi                       | 'eu, tunu, 'ama                | *tanek,*zakan        |
| Griller       | (mi)tono                | nutung               | (mem)bakar                   | tunu                       | sunugon                          | ihaw                  | tungia, tutu                | tunupa'a                       | *tunu                |
| Dormir        | (ma)tory, mandry        | mandre               | tidur                        | turu                       | katurog                          | tulog                 | moe,                        | moe, ta'oto                    | *tidu(r)             |
| Vivre, vivant | velona                  | belum                | hidup                        | urip                       | mabuhi                           | mabuhay, buhay        | ma'uli                      | ora                            | *ma-hudip            |
| Mourir, mort  | maty                    | matey                | mati                         | mati                       | mamatay                          | mamatay, patay        | mate                        | mate, pohe                     | *matay               |
| Tuer          | mamono                  | manuh                | (mem)bunuh                   | mateni                     | mopatay                          | pumatay               | mate                        | ha'amate, ha'apohe             | *bunuq               |
| Chaud         | (ma)fana                | malaing              | panas                        | mapanas                    | init, alimuot                    | init, banas           | mafana                      | ahuahu, ve'ave'a               | *ma-panas            |
| Blanc         | fotsy                   | mahilak              | putih                        | putih                      | buti                             | pùti                  | hkengo, tea                 | 'uo'uo, teatea                 | *ma-putiq            |
| Noir          | mainty                  | maintem              | hitam                        | ireng                      | itum                             | itim                  | uli, uri                    | 'ere'ere                       | *ma-qitem            |
| Nouveau       | vao                     | wa’u                 | baru                         | anyar                      | bag'ô                            | bago                  | fo'ou                       | 'āpī                           | *ma-baqu             |
| Ceci, cela    | ity, iny, iry           | iti, iru             | ini, itu                     | iki, iku                   | kini, kana                       | ito, èto              | tenei, tena                 | teie, tena, tera               | *i-ni, *i-na         |

### Remarques
- Ces exemples sont donnés à titre indicatif et nécessitent des investigations plus poussées au niveau de chaque langue pour un usage vraiment scientifique.
- Il reste malgré tout que l’orthographe utilisée pour chaque langue est globalement ici celle de l’usage courant qui ne reflète pas toujours la véritable prononciation, d’un point de vue phonétique.
- Nous avons mis entre parenthèses toutes manifestations particulières, indiquant, soit un affixe, soit une forme anciennement attestée, soit un terme dont le sens est voisin mais non identique à l’entrée indiquée, soit enfin un emprunt qui n'a rien à voir avec le terme propre à la langue.
- Le « vieux javanais » correspond ici aux manifestations anciennes de la langue, révélées par les manuscrits anciens jusqu’au XIXe siècle. Les formes modernes sont parfois un peu différentes.
- Le proto-malayo-polynésien correspond à une reconstitution hypothétique (*) obtenue en comparant les différentes langues intégrées dans cette subdivision, à l’exclusion des langues plus archaïques du niveau « austronésien » comme celles du nord de Taïwan-Formose. L’écriture est ici plus phonétique (le ‘q’ correspondant par exemple au « coup de glotte ») mais sans être vraiment homogénéisée.

## Liste et classification
ethnologue.com dénombre 1 248 langues malayo-polynésiennes (sur un total de 1 268 langues austronésiennes), qui se répartissent entre les groupes suivants :
| Groupe                 | Nombre de langues | Région                                    |
| ---------------------- | ----------------- | ----------------------------------------- |
| Bali-Sasak             | 3                 | Bali et Lombok                            |
| Grand Barito           | 33                | Bornéo, Madagascar, Philippines (*)       |
| Central-oriental       | 708               | Indonésie orientale, Océanie              |
| Chamorro               | 1                 | Guam                                      |
| Gayo                   | 1                 | Nord de Sumatra                           |
| Javanais               | 5                 | Île de Java, Nouvelle-Calédonie, Suriname |
| Kayan-murik            | 17                | Bornéo                                    |
| Lampunguienne          | 9                 | Sud de Sumatra                            |
| Dayak des terres       | 16                | Bornéo                                    |
| Madurais               | 2                 | Bawean, Kangean, Madura                   |
| Malaisien              | 70                | Brunei, Indonésie, Malaisie, Singapour    |
| Méso-philippin         | 61                | Philippines                               |
| Nord-philippin         | 72                | Philippines                               |
| Nord-Ouest             | 84                | Bornéo                                    |
| Paluan                 | 1                 | Palaos                                    |
| Punan-nibong           | 2                 | Bornéo                                    |
| Mindanao du Sud        | 5                 | Mindanao                                  |
| Sud-philippin          | 23                | Philippines                               |
| Sulawesien             | 114               | Célèbes                                   |
| Sumatrien              | 12                | Enggano, îles Mentawai, Nias, Sumatra     |
| Soundanais             | 2                 | Java                                      |
| Gorap (non classée)    | 1                 | Moluques                                  |
| Hukumina (non classée) | 1                 | Moluques                                  |
| Katabaga (non classée) | 1                 | Philippines                               |
| Rejang (non classée)   | 1                 | Sud de Sumatra.                           |

(*) Les langues grand barito incluent désormais le groupe des langues sama-bajaw

## Code
- Code de langue IETF : poz

### Indications bibliographiques
- Tryon, Darrell T., (ed.). Comparative Austronesian Dictionary. An Introduction to Austronesian Studies, Mouton de Gruyter, Berlin, 1995.
- Dahl, Otto Christian, Malgache et Maanjan. Une comparaison linguistique. Oslo: Egede Instituttet, 1951.
- —,  « La subdivision du Barito et la place du malgache. » Acta Orientalia, 38.77-134., 1977.
- Wittmann, Henri (1972). « Le caractère génétiquement composite des changements phonétiques du malgache. » Actes du Congrès international des sciences phonétiques 7.807-10. La Haye: Mouton.

- (en) Peter Bellwood, First Islanders : Prehistory and Human Migration in Island Southeast Asia, John Wiley & Sons Inc, 2017, 384 p. (ISBN 978-1119251552), p. 201-256 (surtout 201-204)